# Флаг Саара
Флаг Саара основан на флаге Германии. В центре чёрно-красно-жёлтого триколора, имеющего соотношение сторон 3:5, помещён герб Саара.В отличие от многих других земель Германии, Саар использует один и тот же флаг и в качестве служебного, и в качестве гражданского.

## История
Саар как отдельное территориальное образование был установлен Версальским договором, согласно которому он рассматривался как часть Германии, но был передан под управление Франции. 28 июля 1920 территории был придан флаг из трёх равных горизонтальных полос: синей, белой и чёрной. Цвета отсылают к традиционной символике Пруссии (чёрный и белый) и Баварии (белый и синий). Этот флаг воспринимался населением как оккупационный и использовался лишь официальными учреждениями. В 1935, когда Саар вернулся под управление Германии, он был упразднён.
В 1947 Саар возвращается под управление Франции в качестве протектората. Новый флаг разделялся белым скандинавским крестом на четыре поля. Два левых поля были окрашены синим, два правых — красным. Цвета отсылают к французскому флагу.
После воссоединения Саара с Германией 1 января 1957 года был введён нынешний вариант флага, принятый 8 июля 1956 года, на основе флага Германии с гербом Саара — щитом, разделённым на четыре поля — в середине. Четыре поля символизировали четыре исторических территории: Нассау-Саарбрюккен, Трирское архиепископство, Лотарингию и Пфальц-Цвайбрюккен.